# Nationalisation des chemins de fer italiens
La nationalisation des chemins de fer italiens, qui a donné naissance aux Ferrovie dello Stato, est une période de l'histoire de l'Italie entre 1903 et 1915. 
La période a été caractérisée par un grand débat sur l'opportunité de renouveler ou non les concessions ferroviaires en cours, selon la loi royale no 3048 du 27 avril 1885 et, à la suite du résultat combiné à plusieurs évènements, s'est terminés par la création de la Società Autonoma delle Ferrovie dello Stato la Société Autonome des Chemins de fer d'État et les premières années d'activité de la nouvelle institution publique. 

## Rappel du contexte historique

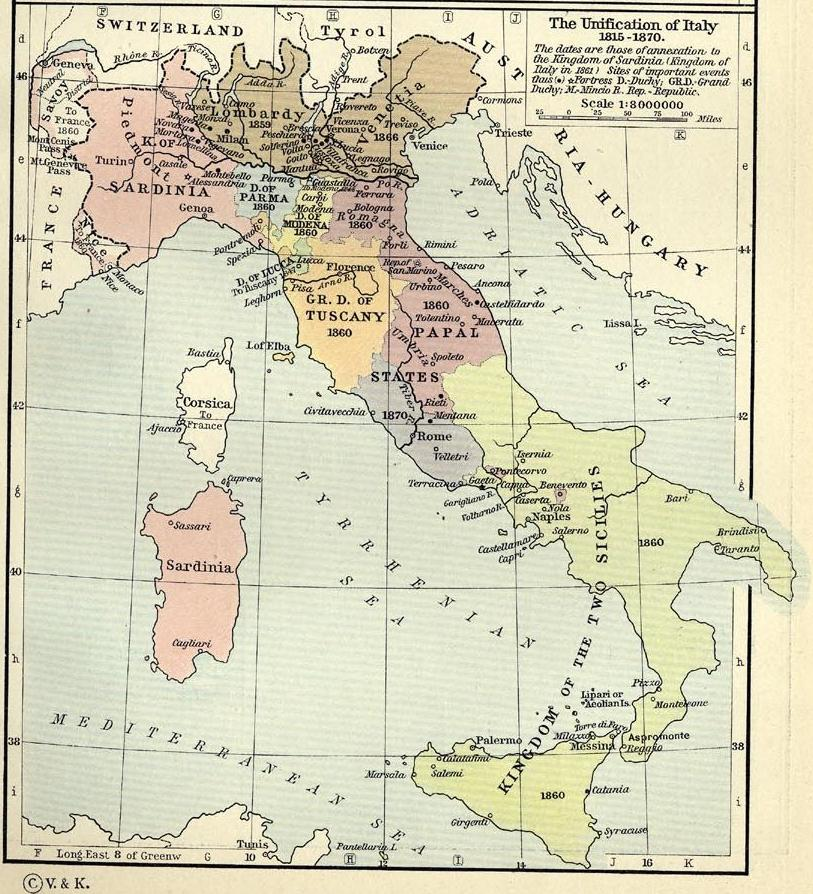
Les États italiens avant l'unification en 1860

Les phases de l'unification de l'Italie - Carte animée

Si l'Italie avait dominé l'aire méditerranéenne du temps de l'Empire romain, de l'an 476 jusqu'au XIXe siècle, l'Italie n’était plus, en fait, qu’une « expression géographique » puisque aucun État ne portait ce nom. Il faudra attendre 1860 et Victor Emmanuel II, roi de¨Piémont-Sardaigne, le Comte de Cavour son 1er ministre et son armée dirigée par le général Giuseppe Garibaldi pour transformer cette expression géographique en réalité politique. Il leur a fallu réunir huit États, duchés ou républiques de toutes tailles et surtout les États pontificaux pour créer le royaume d'Italie. 
Chaque État avait développé son propre réseau de transports que quelques compagnies privées avaient réussi à les faire communiquer entre États indépendants.

## Les lignes de chemin de fer de l'époque

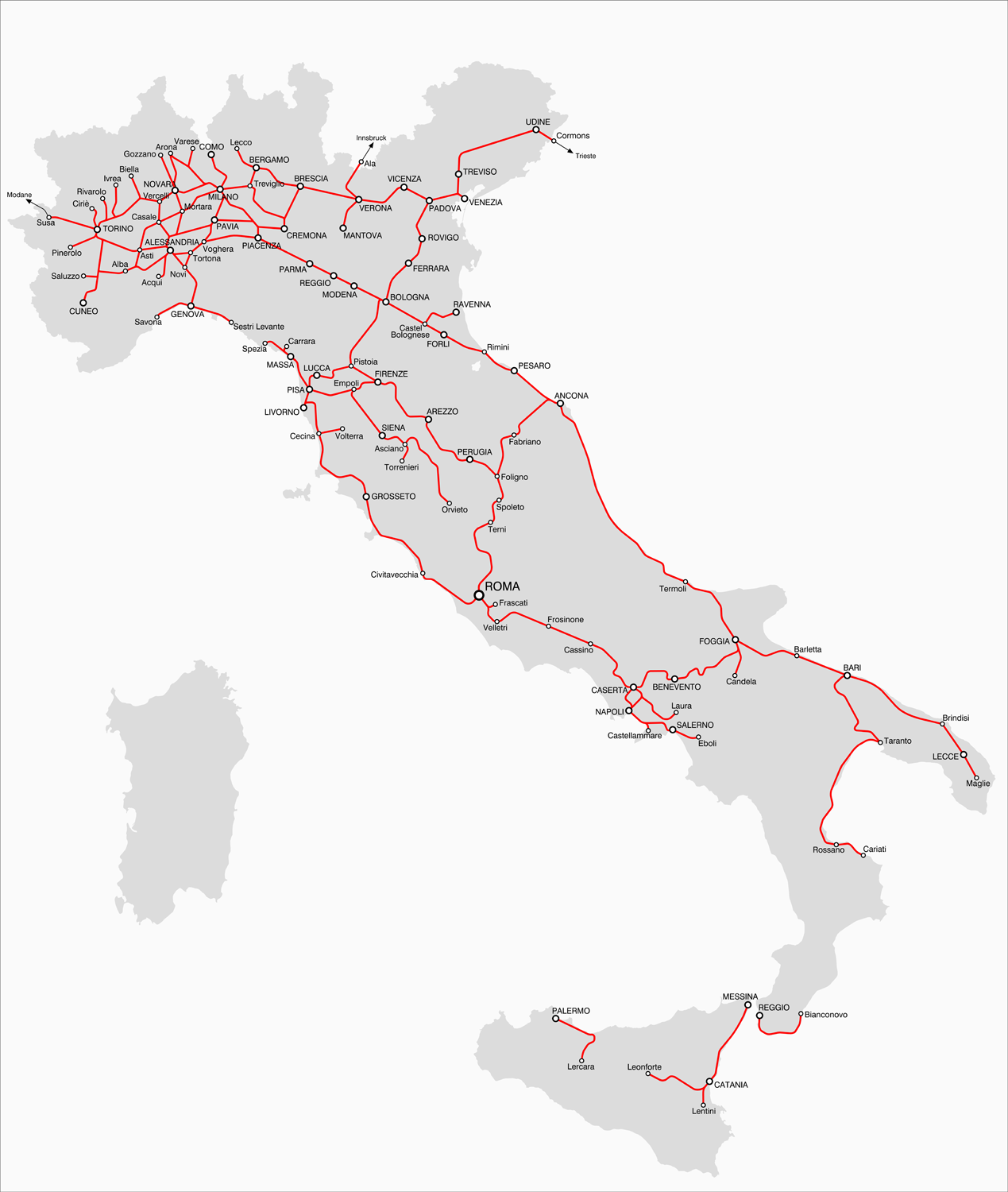
Réseaux des compagnies de chemins de fer italiennes en 1870

En 1861, le royaume d'Italie a hérité d'un réseau ferroviaire de 2 189 km dont seulement 18% appartenaient à l'État, 25% en gestion directe et 75% répartis sur 22 sociétés privées.
Giuseppe Garibaldi a imposé immédiatement la construction de 987 km de nouvelles lignes ferroviaires, notamment pour relier le réseau pontifical aux réseau du nord et du sud de la péninsule, sur les versants tyrrhénien et adriatique.
En 1862, le comte Pietro Bastogi, aidé par la Cassa di Commercio e Industria de Turin et un groupe de banquiers amis, rassemble un capital de 100 millions de £ires et obtient la concession des Chemins de Fer Méridionaux conformément à la loi royale no 763 du 21 août 1862.
La Società Italiana per le Strade Ferrate Meridionali est créée à Turin le 18 septembre 1862 avec Pietro Bastogi comme président. Ce sera la première grande entreprise ferroviaire d'Italie avec son siège social établi à Florence. Elle signe, en juin 1862, une convention pour créer la Ferrovia Adriatica Société des Chemins de Fer de l'Adriatique entre Ancône et Otrante. La société finance la construction de la grande Gare de Naples-Centrale. 
À la fin de l'année 1864, la situation est la suivante : 566 km de voies ferrées sont gérées directement par l'État italien, 502 km répartis entre 14 sociétés en Italie du Nord, 743 km aux mains de la Società Lombarda e dell'Italia Centrale, 293 km de la Società Livornese, 224 km de la Maremmana, 171 km de la Centrale Toscana, 383 km des Ferrovie Romane, 482 km des Ferrovie Meridionali soit un total de 3 396 km. Il faut ajouter 3 281 km en projet ou en cours de construction dont 1 127 km en Calabre et Sicile. 
Pour mettre fin au financement des réseaux privés par l'État, le 14 mai 1865, la loi no 2279, dite la Loi des grands groupes, voulue par le ministre des Travaux publics de l'époque, Stefano Jacini et le ministre des Finances Quintino Sella, imposa au gouvernement de rationaliser le système des transports ferroviaire du pays en fixant une norme unique pour la construction des voies ferrées et en séparant les voies publiques des voies privées qui ne pourraient, à l'avenir, plus bénéficier de subventions mais uniquement de prêts de l'État. Le régime des concessions a aussi été normalisé mais conservé pour accélérer le développement du réseau. La gestion des lignes principale a été concédée à cinq concessionnaires : 
- SFAI - Società per le Ferrovie dell'Alta Italia, avec environ 2 200 km de voies[7],
- SFR - Società per le strade ferrate romane, reconstitution de l'ancienne société de 1861 avec la même raison sociale, avec 2 060 km de voies,
- SFM - Società Italiana per le Strade Ferrate Meridionali, avec 1 771 km de voies,
- Compagnie du chemin de fer Victor-Emmanuel, avec 1 474 km,
- Compagnie Royale des chemins de fer Sardes, avec 414 km.

Entre 1860 où le réseau total comptait 3 396 km de voies ferrées et 1872, 
l'Italie en avait construit 3 800 km dont le tunnel du Mont-Cenis, intégralement financé par le royaume de Piémont-Sardaigne qui en ordonna le creusement le 31 août 1857. Le tunnel a été inauguré le 17 septembre 1871. Il aura été réalisé sans aucun financement français alors que la Savoie avait été cédée à la France en 1860. (NDR : ce qui ne peut expliquer pourquoi, en 2020, la Liaison ferroviaire transalpine Lyon - Turin soit encore financée très majoritairement par l'Italie : CEE : 40%, Italie 35% et France 25%) !.

## Histoire
Le processus parlementaire du projet de loi, sa promulgation et l'application de la loi royale no 137 du 22 avril 1905 (appelée loi Fortis du nom de l'ancien Chef du gouvernement (Premier ministre) Alessandro Fortis, entrée en vigueur le 1er juillet 1905, et ses compléments successifs, notamment la loi royale no 429 du 7 juillet 1907, a donné naissance à la structure juridique et organisationnelle des chemins de fer de l'État italien, les Ferrovie dello Stato qui héritent de 13 075 km de voies ferrées publiques.

Ancien logo des FS

Le premier Directeur Général de la société FS a été Riccardo Bianchi, un ingénieur piémontais de grande valeur qui avait été directeur général des Chemins de fer de Sicile. Sa première préoccupation a été de d'uniformiser et surtout de rajeunir le parc matériel hérité des compagnies privées qui était très âgé. Jusqu'en 1907, il dépendait d'un comité administratif puis d'un conseil d'administration, présidé par le ministre des Travaux publics. Il est à l'origine du grand programme d'électrification du réseau italien et de la construction des grandes gares, toujours en service au XXIe siècle.
La mission de Riccardo Bianchi à la direction des FS a duré 10 ans et peu avant le déclenchement de la Première Guerre mondiale il a été remplacé par l'ingénieur De Cornè. Au lendemain de la première guerre mondiale (24 mai 1915 - 4 novembre 1918), le réseau italien des FS s'est retrouvé très gravement endommagé. La compagnie nationale italienne a également du assumer de nouvelles lignes, héritées des prises de guerre, comme le Tyrol ex région autrichienne, équipées différemment, du matériel et du personnel avec des réglementations différentes. Mais c'est l'avènement du fascisme qui va entraîner les changements les plus importants. 

### Le réseau ferroviaire public

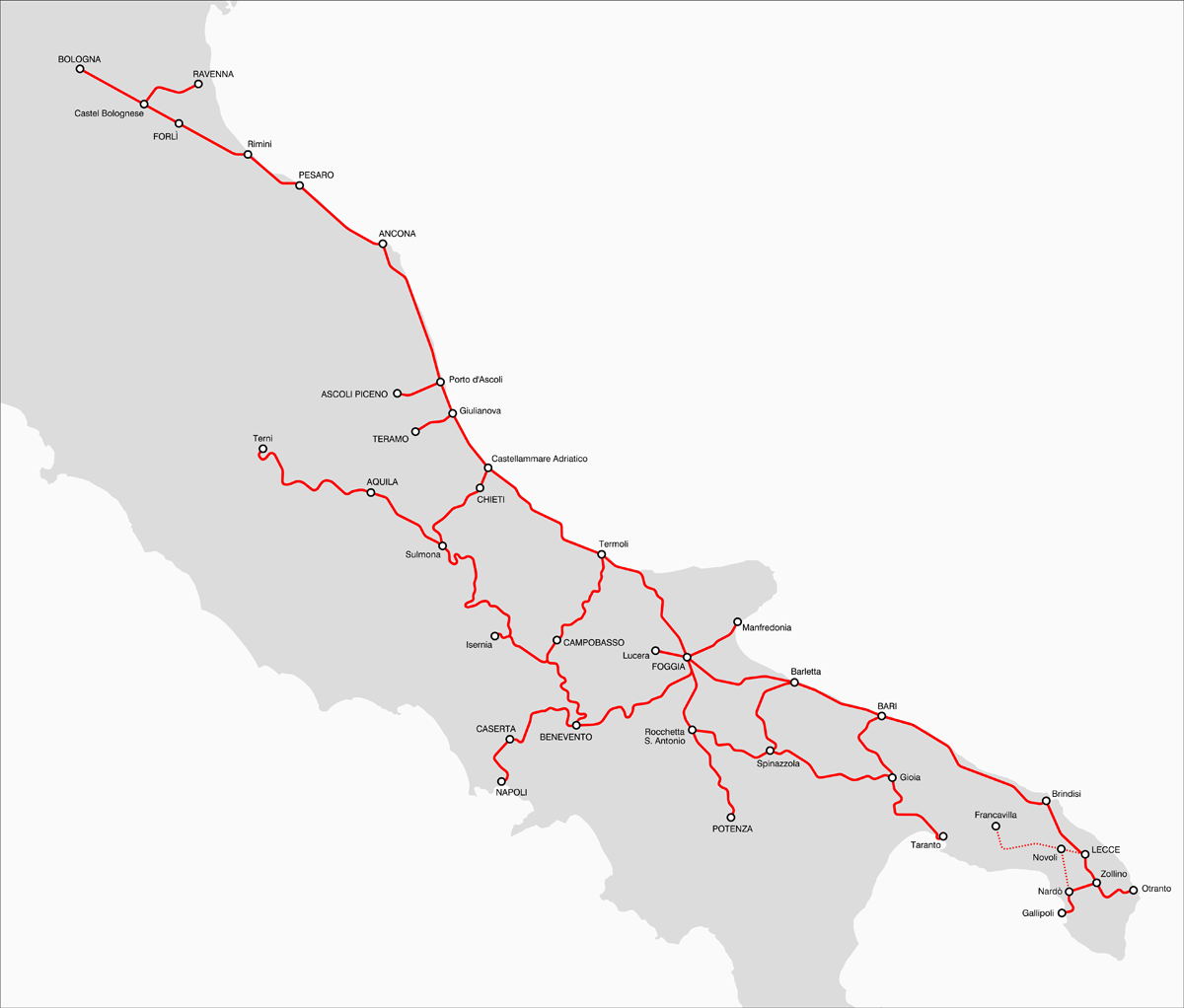
Réseau ferré "Rete Adriatica"

Le réseau ferroviaire dont l'État italien a pris le contrôle le 1er juillet 1905, après sa nationalisation, comptait 13 075 km de voies ferrées ainsi réparties :
- Società per le Strade Ferrate del Mediterraneo, appelée simplement Rete Mediterranea, créée le 8 juin 1885 à Milan. Une convention avec le royaume d'Italie lui permettait l'exploitation de 5 765 km de voies ferrées sur la côte méditerranéenne, dont 3 055 km dans le compartiment nord et 3 257 km dans le compartiment sud,
- Società Italiana per le Strade Ferrate Meridionali, appelée simplement Rete Adriatica, créée en 1862 par le comte Pietro Bastogi, gérait 5 602 km de voies ferrées dans le sud de l'Italie, sur la côte adriatique,

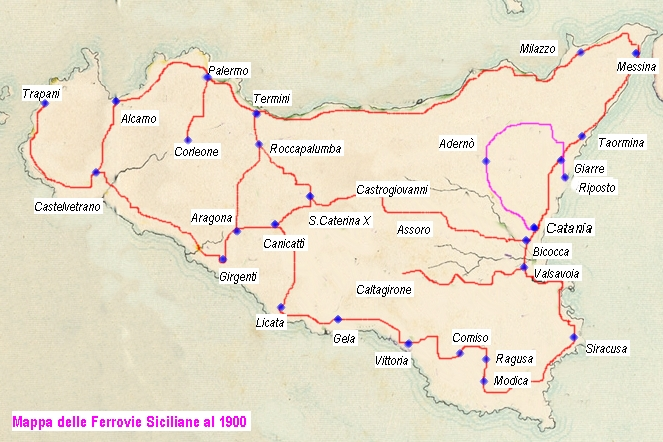
Réseau "Sicula" en 1900

dont 3 759 km dans le compartiment est,
- Società per le strade ferrate della Sicilia, simplement appelée Sicula, créée en 1885 à Rome, gérait plus de 1 200 km de voies ferrées en Sicile.

Le personnel transféré à la nouvelle société s'élève à 75 871 salariés :  44.367 du réseau méditerranéen, 25.952 du réseau adriatique, 5.124 du réseau sicilien et 428 de l'inspection générale des voies ferrées et du ministère des travaux publics plus 21 601 salariés sous contrat à durée déterminée.
Lors de sa création, l'entreprise était désignée Azienda autonoma delle Ferrovie dello Stato Entreprise Autonome des Chemins de Fer d'État, décidé par le gouvernement Fortis avec la loi no 137 du 22 avril 1905
qui valide les mesures prises pour l'exercice par L'État des activités ferroviaires non concédées à des entreprises privées. Une première structure a été mise en place suite du décret royal n° 259 du 15 juin 1905.
Le rachat des principales compagnies privées de la péninsule :
- Società per le Strade Ferrate del Mediterraneo, appelée simplement Rete Mediterranea, créée le 8 juin 1885 à Milan. Une convention avec le royaume d'Italie lui permettait l'exploitation de 5 765 km de voies ferrées sur la côte méditerranéenne,
- Società Italiana per le Strade Ferrate Meridionali, appelée simplement Rete Adriatica, créée en 1862 par le comte Pietro Bastogi, gérait 5 602 km de voies ferrées dans le sud de l'Italie, sur la côte adriatique,
- Società per le strade ferrate della Sicilia, simplement appelée Sicula, créée en 1885 à Rome, gérait plus de 1 200 km de voies ferrées en Sicile.